# U-561 (tàu ngầm Đức)
U-561 là một tàu ngầm tấn công  Lớp Type VII thuộc phân lớp Type VIIC được Hải quân Đức Quốc Xã chế tạo trong Chiến tranh Thế giới thứ hai. Nhập biên chế năm 1941, nó dành phần lớn quãng đời phục vụ để hoạt động trong Địa Trung Hải, thực hiện được mười lăm chuyến tuần tra, đánh chìm hoặc gây tổn thất toàn bộ cho sáu tàu buôn với tổng tải trọng 22.208 GRT, đồng thời gây hư hại cho một tàu buôn tải trọng 4.043 GRT. Trong chuyến tuần tra cuối cùng, U-561 bị tàu phóng lôi MTB-81 của Hải quân Hoàng gia Anh đánh chìm trong eo biển Messina vào ngày 12 tháng 7, 1943.

## Thiết kế và chế tạo

### Thiết kế

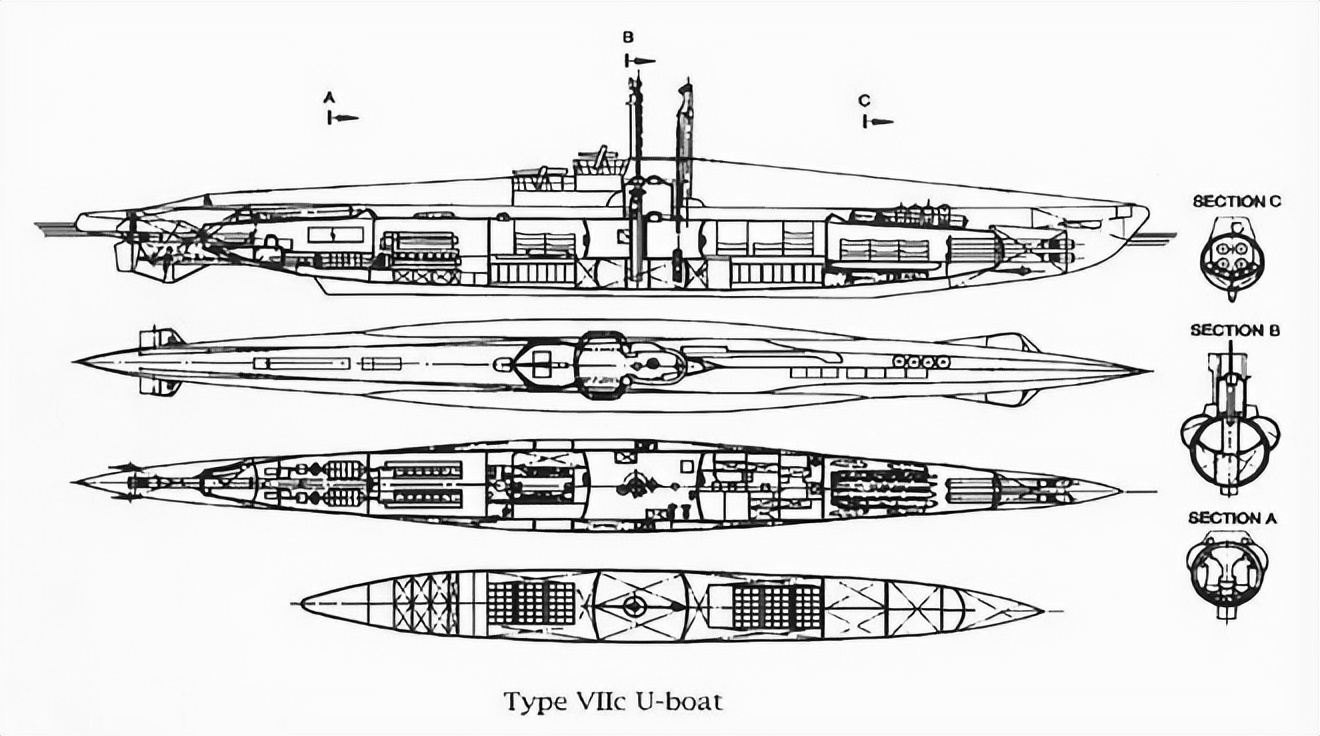
Sơ đồ các mặt cắt một tàu ngầm Type VIIC

Phân lớp VIIC của Tàu ngầm Type VII là một phiên bản VIIB được kéo dài thêm. Chúng có trọng lượng choán nước 769 t (757 tấn Anh) khi nổi và 871 t (857 tấn Anh) khi lặn). Con tàu có chiều dài chung 67,10 m (220 ft 2 in), lớp vỏ trong chịu áp lực dài 50,50 m (165 ft 8 in), mạn tàu rộng 6,20 m (20 ft 4 in), chiều cao 9,60 m (31 ft 6 in) và mớn nước 4,74 m (15 ft 7 in).
Chúng trang bị hai động cơ diesel Germaniawerft F46 siêu tăng áp 6-xy lanh 4 thì, tổng công suất 2.800–3.200 PS (2.100–2.400 kW; 2.800–3.200 bhp), dẫn động hai trục chân vịt đường kính 1,23 m (4,0 ft), cho phép đạt tốc độ tối đa 17,7 kn (32,8 km/h), và tầm hoạt động tối đa 8.500 nmi (15.700 km) khi đi tốc độ đường trường 10 kn (19 km/h). Khi đi ngầm dưới nước, chúng sử dụng hai động cơ/máy phát điện Garbe, Lahmeyer & Co. RP 137/c  tổng công suất 750 PS (550 kW; 740 shp). Tốc độ tối đa khi lặn là 7,6 kn (14,1 km/h), và tầm hoạt động 80 nmi (150 km) ở tốc độ 4 kn (7,4 km/h). Con tàu có khả năng lặn sâu đến 230 m (750 ft).
Vũ khí trang bị có năm ống phóng ngư lôi 53,3 cm (21 in), bao gồm bốn ống trước mũi và một ống phía đuôi, và mang theo tổng cộng 14 quả ngư lôi, hoặc tối đa 22 quả thủy lôi TMA, hoặc 33 quả TMB. Tàu ngầm Type VIIC bố trí một hải pháo 8,8 cm SK C/35 cùng một pháo phòng không 2 cm (0,79 in) trên boong tàu. Thủy thủ đoàn bao gồm 4 sĩ quan và 40-56 thủy thủ.

### Chế tạo
U-561 được đặt hàng vào ngày 16 tháng 10, 1939, và được đặt lườn tại xưởng tàu của hãng Blohm & Voss ở Hamburg vào ngày 28 tháng 2, 1940. Nó được hạ thủy vào ngày 23 tháng 1, 1941, và nhập biên chế cùng Hải quân Đức Quốc Xã vào ngày 13 tháng 3, 1941 dưới quyền chỉ huy của Hạm trưởng, Đại úy Hải quân Robert Bartels.

## Lịch sử hoạt động

### 1941
Sau khi hoàn tất việc huấn luyện trong thành phần Chi hạm đội U-boat 1, U-561 tiếp tục phục vụ trong đội ngũ đơn vị này để hoạt động trên tuyến đầu, cho đến khi được điều sang Chi hạm đội U-boat 23 từ ngày 1 tháng 2, 1942 để hoạt động tại khu vực Địa Trung Hải cho đến khi bị mất.

#### Chuyến tuần tra thứ nhất
U-561 khởi hành từ cảng Kiel, Đức vào ngày 25 tháng 5, 1941 cho chuyến tuần tra đầu tiên trong chiến tranh. Nó tiến ra Bắc Hải, rồi băng qua khe GI-UK giữa Iceland và quần đảo Faroe để vòng qua quần đảo Anh và hoạt động tại vùng biển Bắc Đại Tây Dương về phía Đông Nam Greenland. Vào ngày 28 tháng 7, nó tấn công Đoàn tàu OG-69 ở vị trí về phía Tây mũi Finisterre, Tây Ban Nha, và đã đánh chìm được chiếc tàu buôn Anh Wrotham 1.884 GRT tại tọa độ 43°00′B 17°00′T / 43°B 17°T. U-561 kết thúc chuyến tuần tra và đi đến cảng Brest bên bờ Đại Tây Dương của Pháp đã bị Đức chiếm đóng, đến nơi vào ngày 7 tháng 8.

#### Chuyến tuần tra thứ hai
U-561 xuất phát từ Brest vào ngày 20 tháng 8 cho chuyến tuần tra thứ hai, và đã hoạt động tại vùng biển Bắc Đại Tây Dương về phía Tây Ireland (Khu vực Tiếp cận phía Tây). Nó không đánh chìm được mục tiêu nào, và đã quay trở về cảng Lorient, cùng bên bờ Đại Tây Dương của Pháp, vào ngày 20 tháng 9.

#### Chuyến tuần tra thứ ba
U-561 khởi hành từ cảng Lorient vào ngày 1 tháng 11 cho chuyến tuần tra thứ ba để hoạt động tại khu vực Trung tâm Bắc Đại Tây Dương. Tại đây nó đã tấn công và đánh chìm tàu buôn Panama Meridian 5.592 GRT, vốn bị tụt lại phía sau Đoàn tàu SC-53, vào ngày 11 tháng 11; và tàu buôn PanamaCruisader 1.884 GRT cùng thuộc Đoàn tàu SC-53 vào ngày 14 tháng 11. Chiếc U-boat kết thúc chuyến tuần tra và quay trở lại cảng Brest vào ngày 26 tháng 11.

### 1942

#### Chuyến tuần tra thứ tư
Rời căn cứ Brest vào ngày 3 tháng 1, 1942 cho chuyến tuần tra thứ tư, U-561 được lệnh chuyển sang hoạt động tại khu vực Địa Trung Hải. Sau khi thành công trong việc băng qua eo biển Gibraltar được lực lượng Đồng Minh phòng thủ nghiêm ngặt vào ngày 14 tháng 1, chiếc U-boat đi đến căn cứ hoạt động mới tại cảng Messina trên đảo Sicilia, Ý vào ngày 
22 tháng 1.

#### Chuyến tuần tra thứ năm và thứ sáu
U-561 xuất phát từ Messina vào ngày 26 tháng 1 cho chuyến tuần tra thứ năm, và đã hoạt động tại khu vực Đông Địa Trung Hải ngoài khơi Libya và Ai Cập. Tuy nhiên nó không đánh chìm được mục tiêu nào, và đã đi đến cảng Pola, Ý (nay là Pula thuộc Croatia) vào ngày 20 tháng 2.
Chuyến tuần tra tiếp theo của U-561 , cùng xuất phát và kết thúc tại Pola, kéo dài từ ngày 4 tháng 4 đến ngày 5 tháng 5. Nó tiếp tục hoạt động ngoài khơi Ai Cập và Palestine, nơi nó rải một bãi mìn ngoài khơi cảng Port Said, Ai Cập vào ngày 14 tháng 4. Các quả thủy lôi này đã đánh chìm tàu buôn Hy Lạp Mount Olympus 6.692 GRT, gây tổn thất toàn bộ cho tàu buôn Na Uy Hav 5.062 GRT, đồng thời gây hư hại cho tàu buôn Hy Lạp Fred 4.043 GRT; tất cả đều diễn ra vào ngày 14 tháng 5.

#### Chuyến tuần tra thứ bảy và thứ tám
U-561 lại xuất phát từ Pola vào ngày 11 tháng 6 cho chuyến tuần tra thứ bảy để hoạt động ngoài khơi Ai cập. Nó quay trở về Messina vào ngày 25 tháng 6.
Chiếc U-boat rời Messina vào ngày 2 tháng 7 cho chuyến tuần tra tiếp theo để hoạt động ngoài khơi Ai cập và Palestine. Ở vị trí về phía Đông Bắc Port Said vào ngày 15 tháng 7, U-561 bị một máy bay ném bom B-24 Liberator thuộc Liên đội 159 Không quân Hoàng gia Anh tấn công. Hỏa lực phòng không của chiếc U-boat đã bắn rơi kẻ tấn công. Chiếc tàu ngầm kết thúc chuyến tuần tra tại cảng La Spezia, Ý vào ngày 24 tháng 7.

#### Chuyến tuần tra thứ chín, thứ mười và thứ mười một
Sau khi di chuyển từ La Spezia đến Messina vào đầu tháng 9, U-561 khởi hành từ đây vào ngày 12 tháng 9 cho chuyến tuần tra thứ chín và hoạt động tại vùng biển ngoài khơi Palestine và Liban. Tại đây vào ngày 24 tháng 9, nó đã đánh chìm chiếc thuyền buồm Ai Cập Sphinx 39 GRT bằng hải pháo ở vị trí khoảng 36 nmi (67 km) về phía Tây Bắc Týros, Liban. Chiếc tàu ngầm kết thúc chuyến tuần tra tại cảng La Spezia vào ngày 4 tháng 10.
Chuyến tuần tra tiếp theo của U-561, cùng xuất phát và kết thúc tại La Spezia, chỉ diễn ra trong tám ngày, từ ngày 7 đến ngày 14 tháng 11. Nó chuyển sang hoạt động tại vùng biển Bắc Phi ngoài khơi Algérie, nhưng không đánh chìm được mục tiêu nào.
Rời La Spezia vào ngày 25 tháng 11 cho chuyến tuần tra thứ mười một, U-561 tiếp tục hoạt động tại vùng biển Bắc Phi trước khi đi đến Messina vào ngày 18 tháng 12.

### 1943

#### Chuyến tuần tra thứ mười hai, mười ba và mười bốn
U-561 xuất phát từ Messina vào ngày 23 tháng 12, 1942 cho chuyến tuần tra thứ mười hai, và quay trở lại hoạt động tại vùng biển Ai Cập, Palestine và Liban. Nó kết thúc chuyến tuần tra tại Pola vào ngày 15 tháng 1, 1943.
Chuyến tuần tra tiếp theo bắt đầu từ Pola vào ngày 11 tháng 3, và sau khi hoạt động tại vùng biển Bắc Phi ngoài khơi Tunisia và Algérie, U-561 đi đến cảng Toulon ở miền Nam nước Pháp vào ngày 28 tháng 3.
Chuyến tuần tra thứ mười bốn, cùng xuất phát và kết thúc tại Toulon, diễn ra từ ngày 22 tháng 4 đến ngày 3 tháng 6. U-561 lần lượt hoạt động tại các vùng biển ngoài khơi Algérie, Tunisia và Naples, Ý.

#### Chuyến tuần tra thứ mười lăm – Bị mất
U-561 xuất phát từ cảng Toulon vào ngày 10 tháng 7 cho chuyến tuần tra thứ mười lăm, và đã hướng sang phí Đông Địa Trung Hải theo lối biển Tyrrhenum.  Tại eo biển Messina chỉ hai ngày sau đó, nó bị tàu phóng lôi MTB-81 của Hải quân Hoàng gia Anh phóng ngư lôi đánh chìm tại tọa độ 38°16′B 15°39′Đ / 38,267°B 15,65°Đ. 42 thành viên thủy thủ đoàn của U-561 đã tử trận, và chỉ có năm người sống sót được cứu vớt và bị bắt làm tù binh chiến tranh.

### "Bầy sói" tham gia
U-561 từng tham gia hai bầy sói:
- Bosemüller (28 tháng 8 – 2 tháng 9, 1941)
- Seewolf (2 – 15 tháng 9, 1941)

### Tóm tắt chiến công
U-561 đã đánh chìm hoặc gây tổn thất toàn bộ cho sáu tàu buôn với tổng tải trọng 22.208 GRT, đồng thời gây hư hại cho một tàu buôn tải trọng 4.043 GRT:
| Ngày              | Tên tàu       | Quốc tịch      | Tải trọng | Số phận                |
| ----------------- | ------------- | -------------- | --------- | ---------------------- |
| 28 tháng 7, 1941  | Wrotham       | United Kingdom | 1.884     | Bị đánh chìm           |
| 11 tháng 11, 1941 | Meridian      | Panama         | 5.592     | Bị đánh chìm           |
| 14 tháng 11, 1941 | Crusader      | Panama         | 2.939     | Bị đánh chìm           |
| 14 tháng 5, 1942  | Fred          | Greece         | 4.043     | Bị hư hại (mìn)        |
| 14 tháng 5, 1942  | Hav           | Norway         | 5.062     | Tổn thất toàn bộ (mìn) |
| 14 tháng 5, 1942  | Mount Olympus | Greece         | 6.692     | Bị đánh chìm (mìn)     |
| 24 tháng 9, 1942  | Sphinx        | Egypt          | 39        | Bị đánh chìm           |